# Harry Harvey (regista)
Harry Harvey (New York, 4 giugno 1873 – Los Angeles, 5 aprile 1929) è stato un regista e attore statunitense del cinema muto.
Medaglia d'onore per la sua condotta durante l'insurrezione nelle Filippine, Harvey morì di cancro alla gola all'Ospedale per i Veterani di Los Angeles il 5 aprile 1929.
Non va confuso con Harry Harvey (1901-1985), attore cinematografico e televisivo.

## Filmografia

### Regista
- Who Pays?, co-regia di H.M. Horkheimer e Henry King (1915)
- The Pursuit of Pleasure (1915)
- When Justice Sleeps (1915)
- The Love Liar  (1915)
- Unto Herself Alone (1915)
- Houses of Glass (1915)
- Blue Blood and Yellow (1915)
- For the Commonwealth (1915)
- The Pomp of Earth (1915)
- The Fruit of Folly (1915)
- Toil and Tyranny (1915)
- The Light in a Woman's Eyes (1915)
- Spellbound (1916)
- The Twin Triangle (1916)
- The Grip of Evil, co-regia di W.A.S. Douglas (1916)
- The Devil's Bait (1917)
- The Yellow Bullet - mediometraggio (1917)
- The Stolen Play (1917)
- The Phantom Shotgun
- The Clean Gun (1917)
- Feet of Clay (1917)
- Brand's Daughter (1917)
- The Mystery Ship, co-regia di Francis Ford e Henry MacRae - serial (1917)
- The Lion's Claws
- Trail of No Return
- The Dead Shot
- The Silent Sentinel (1918)
- Captured Alive
- The Robber
- Wolves of the Range (1918)
- The Border Terror
- The Black Horse Bandit
- The Canyon Mystery
- Riding Wild (1919)
- El corazón de la gloria

### Attore
- In the Government Service
- The Equine Spy